# Sophia Antipolis

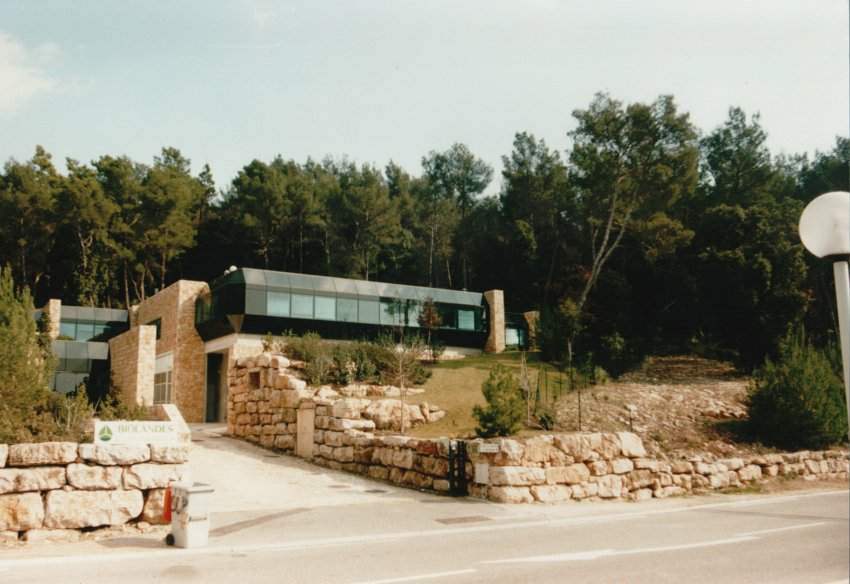
Biochemisch onderzoekslaboratorium

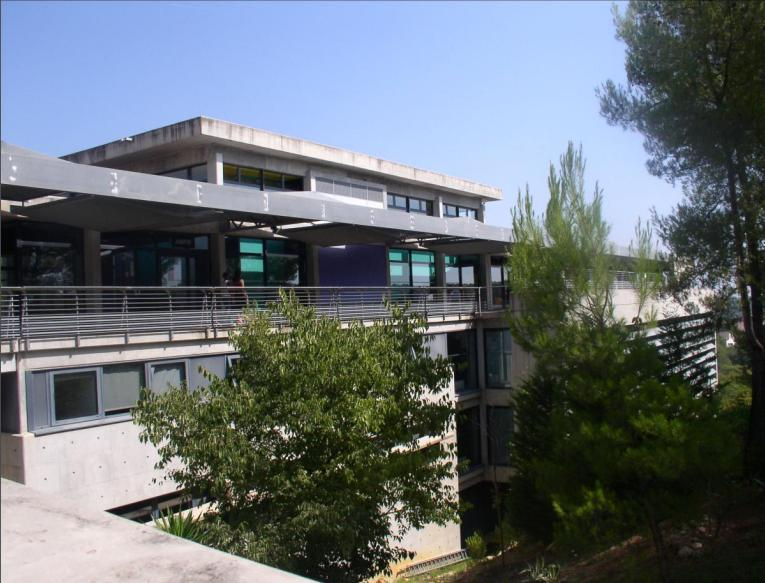
Het Internationaal Centrum van Valbonne biedt kinderen onderwijs aan

Sophia Antipolis is een Zuid-Frans technologiepark, gelegen ten zuidwesten van Nice, in de gemeente Valbonne. Het is een zogenaamde ville nouvelle.
Een groot aantal bedrijven en instellingen is in Sophia Antipolis gevestigd, waaronder:
- European Telecommunications Standards Institute
- INRIA, Sophia Antipolis unit
- Laboratoria van École nationale supérieure des Mines de Paris
- European Research Consortium for Informatics and Mathematics (ERCIM), de Europese vestiging van het World Wide Web Consortium (W3C)
- de technische afdeling van de Université de Nice
- SKEMA Business School
- Vele ontwerpstudio's van buitenlandse (auto)merken, waaronder Toyota.

## Garbejaire en Haut Sartoux
Garbejaire en Haut-Sartoux zijn binnen de werkgemeenschap Sophia Antipolis twee woongemeenschappen, waar de mensen wonen die de voorzieningen van Sophia Antipolis verzorgen, zoals leraren en schoonmakers.